# Дефлаграция
Дефлагра́ция — процесс дозвукового горения, при котором образуется быстро перемещающаяся зона (фронт) химических превращений. Передача энергии от зоны реакции в направлении движения фронта происходит преимущественно за счет конвективной теплопередачи. Принципиально отличается от детонации, при которой зона превращений распространяется со сверхзвуковой скоростью и передача энергии происходит за счет разогрева от внутреннего трения в веществе при прохождении через него продольной волны (ударная волна в детонационном процессе).
Дефлаграция происходит при горении газо-воздушных смесей, смесей типа воздух — пары бензина, горении порохов или пиротехнических составов.
В некоторых взрывчатых веществах детонация может не развиваться или затухать, при этом может наблюдаться переход к дефлаграции. Переходные процессы обычно называют переход горение — детонация (ПГД) (англ. Deflagration — Detonation Transition (DDT)). Наибольшей склонностью к детонационно-дефлаграционным переходам обладают многокомпонентные смеси, многие или все компоненты которых не обладают индивидуальными взрывчатыми свойствами, классические примеры — АСВВ, не содержащие индивидуальных бризантных ВВ. Высокая склонность к переходу от детонации к дефлаграции приводит к снижению надежности и эффективности бризантных ВВ при использовании по прямому назначению.
При определенных условиях многие смесевые ВВ способны переходить от конвективного горения (дефлаграции) к детонации. Этому способствует: высокое давление протекания процесса, большая масса состава, прочный корпус, отрицательный кислородный баланс состава и ряд других факторов. Наличие соединений переходных металлов в смесевых ВВ напротив повышает склонность к переходу детонации в дефлаграцию, что связано с каталитическим действием соединений переходных металлов на процессы окисления топливных компонентов смеси в процессе конвективного горения. Для предотвращения перехода детонации в дефлаграцию используют: добавки индивидуальных бризантных ВВ, повышение плотности заряжания, использование водонаполненных ВВ, применение мощных детонаторов, соблюдение критического диаметра детонации при формовании заряда.